# ظريفة بشور
ظريفة بشور (صافيتا، سوريا، 1884 - 1968) كانت أول طبيبة مرخصة في بلاد الشام.

## سيرتها
ولدت ظريفة بشور عام 1884 لعائلة مسيحية أرثوذكسية في صافيتا بسوريا، التي كانت آنذاك جزءًا من الإمبراطورية العثمانية.
ولدت ظريفة لعائلة من الأطباء، وكثيراً ما رافقت والدها وإخوتها الأكبر سناً في عياداتهم. لاحظت أن المرضى كانوا في الغالب من الرجال، حيث أن العديد من النساء لم يعرضن أنفسهن للأطباء، الذين كانوا من الرجال فقط. دفعها ذلك إلى اتخاذ قرار بشأن مهنة الطب لنفسها.
بدأت ظريفة دراستها في المدرسة البروتستانتية الأمريكية في صافيتا، والتي تابعتها في طرابلس الشام في مدرسة بنات طرابلس.
على خطى إخوتها الذين حصلوا على شهاداتهم من جامعة إلينوي الأمريكية،  أقنعت ظريفة والدها بالسماح لها بالحصول على شهادة الطب في الولايات المتحدة. غادرت إلى الولايات المتحدة في عام 1907، وتسجلت في كلية الطب بجامعة إلينوي في نفس العام، وحصلت على شهادتها الطبية في عام 1911.
عادت إلى الشرق الأوسط بعد أن أكملت تدريبها، ومارست في طرابلس وصافيتا حتى وفاتها عام 1968، وجلبت الطب الحديث للمرأة في الشرق الأوسط لأول مرة، ووضعت آلاف الأطفال حديثي الولادة على مدار مسيرتها المهنية. امتدت لأكثر من نصف قرن. 